# François Jouffroy

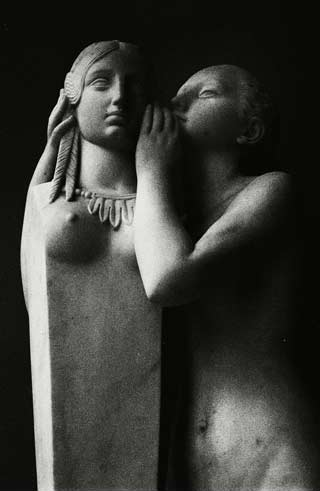
"Primer secreto confiado a Venus" (1839)

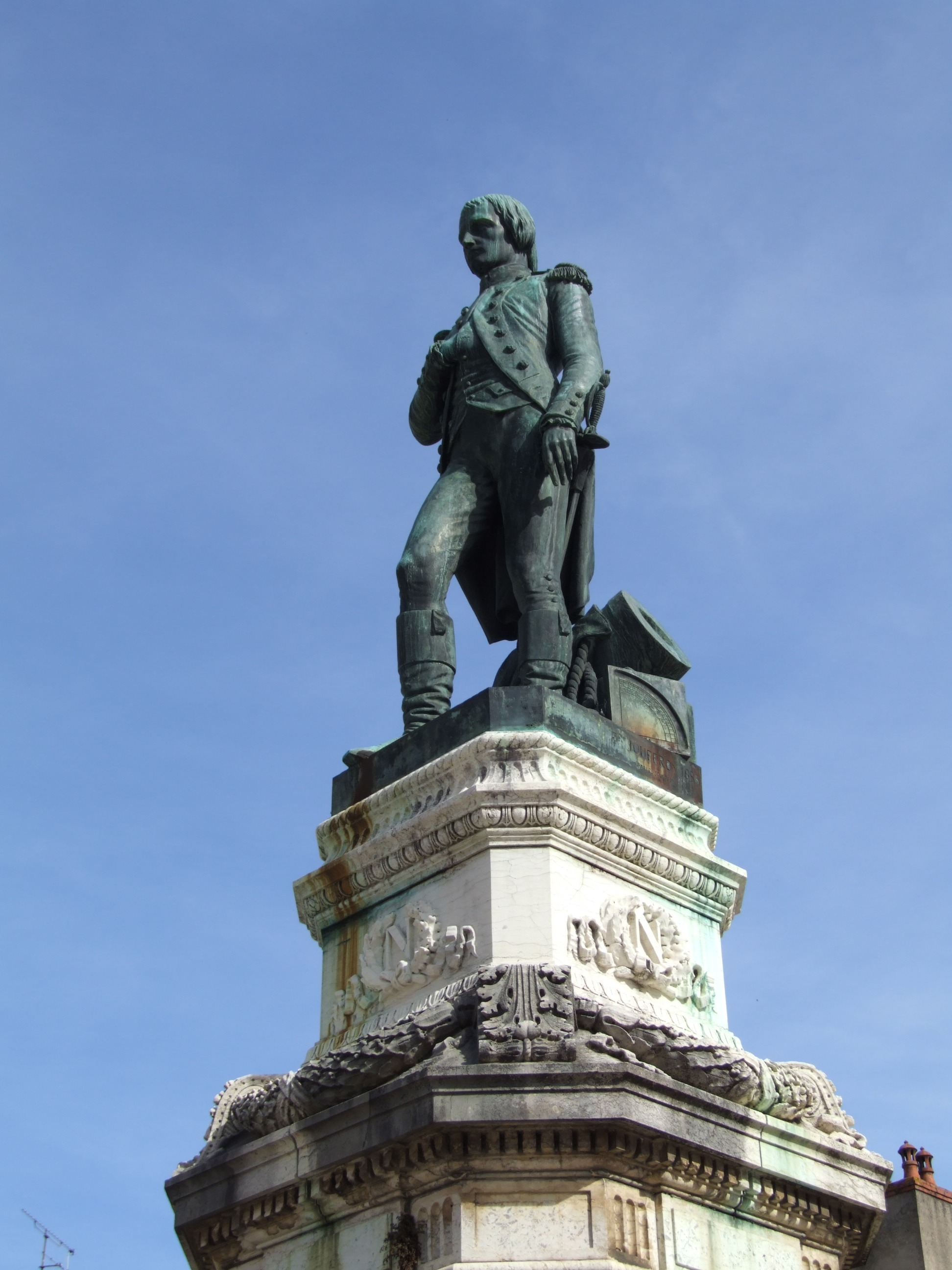
- Monumento a Bonaparte en Auxonne (1853-57).

François Jouffroy (1 de febrero de 1806 - 25 de junio de 1882) fue un escultor francés.
Jouffroy nació en Dijon, hijo de un panadero y asistió a la escuela local de dibujo antes de su admisión en la École des Beaux-Arts en París en 1824. En 1832 ganó el Premio de Roma. Jouffroy a menudo tuvo que medirse con Pierre-Jean David d'Angers por los encargos públicos, pero durante el Segundo Imperio (1851-1870) todavía participaba en la decoración de varios edificios públicos.
Falleció en Laval, Mayenne, en 1882.

## Obras
Su trabajo mejor conocido es probablemente la escultura “Chica confiando su secreto a Venus” (1839), que puede ser vista actualmente en el Louvre. Además otros trabajos suyos son:
- La maldición de Caín (1838)
- la figurilla Lamartine,
- el bronce Europa abraza a América
- con la decepción (1840),
- el frontón de piedra para el "Institut des Jeunes Aveugles" (1840).
- la Primavera y el Otoño (1845),
- la Fantasía (1848),
- la Desolación (1853),
- bronce de Bonaparte (1853-1857), en Auxonne
- la fuente en Saint Germain-l'Auxerrois
- Busto de Ferdinand, comte de Marcin; Galería de las Batallas en el castillo de Versailles
- Cristo y los apóstoles en la fachada de la iglesia de San Agustín, París.
- las estatuas del castigo y la protección en los Tribunales de Derecho
- "La escultura", en el Carrousel du Louvre (1861).
- esculturas de "Varsovie" y "Bruxelles" en el "Chapelle-Montmartre-Parmentier" Gare du Nord(c. 1864-1865).
- " Comercio Marítimo y Poder Naval " para el Guichets du Carrousel en el Louvre (1867-1868).
- Harmonía (1865–1869) en la fachada de la nueva Opera Garnier.
- de la poesía lírica en la nueva ópera a París (1867).
- L'Aurore, escultura en Montparnasse-Raspail (1870-1875), una de las esculturas de la serie "Momentos del día", proyecto desarrollado por varios escultores.

## Influencia
Como profesor en la Escuela de Bellas Artes, Jouffroy tuvo gran influencia sobre algunos artistas famosos, entre ellos:
- Adrien Étienne Gaudez
- Alexandre Falguière
- Antonin Mercié,
- António Soares dos Reis
- Auguste Paris
- Augustus Saint-Gaudens
- Charles Georges Ferville-Suan
- Edmond Desca
- Gustave Deloye
- Jules Blanchard,
- Léopold Morice,
- Louis-Ernest Barrias
- Nicanor Plaza Salinas
- Olin Levi Warner
- René de Saint-Marceaux
- Théodore Rivière
- Pierre Travaux